# Сканери
«Сканери» — молодіжний роман-антиутопія німецького письменника Мартіна Шойбле, що вийшов 2013 року у видавництві «Карл Ханзер» під псевдонімом Роберт М. Зоннтаґ. Перекладено українською, російською, іспанською та китайською мовами.
Дія роману відбувається в 2035 році та зосереджена навколо зловживання цифровими технологіями та маніпуляції знанням.
На даний час Шойбле працює над продовженням книги.

## Головні герої
- Роберт М. Зоннтаґ (Роб) — літературний агент («сканер»), який працює на корпорацію «Ultranetz». Займається пошуком та знищенням останніх друкованих книг.
- Джоджо — найкращий друг Роберта, «сканер». По ходу дії гине (можливо від рук корпорації).
- Арне Берґманн — голова підпільної організації «Книжкова гільдія», яка офіційно звинувачується в тероризмі.
- Номос — цифровий монополіст, голова корпорації «Ultranetz».
- Фанні — молода одинока мати, член «Книжкової гільдії».

## Зміст
Події відбуваються в ізольованому мегаполісі, що з усіх сторін оточений зараженою місцевістю. Той факт, що ззовні немає життя, як і решту інформації, яку надає влада, жоден із героїв не піддає сумніву та не перевіряє. Всю інформацію мешканці отримують з нового Інтернету, що пропагує повну свободу знань для всіх і кожного. Сам Інтернет, Lexi-Ultranetz (аналог Вікіпедії), що в ньому існує, інтерактивне телебачення та натільні комп'ютери належать корпорації «Ultranetz». Готівки майже не існує, через що вся банківська система також контролюється.
Знищено всі альтернативні (такі, що не є електронними) джерела інформації. Співробітники «Ultranetz» — сканери — займаються тим, що викуповують у населення залишки паперової літератури та відправляють її на оцифровування з метою створення універсальної та всеосяжної бази знань. Але в реальності те, яка інформація дійсно йде в загальний доступ, а яка приховується, знає лише корпорація. Роб та Джоджо — одні з агентів «Ultranetz»: ця робота дозволяє їм вижити та не потрапити з процвітаючої зони A в менш удатну B чи нетряну C. Імовірність вижити в мегаполісі прямо залежить від рейтингу фінансового добробуту.
Одного разу Роб зустрічає підозрілого старого, якого звати Арне Берґманн, котрий спочатку навідріз відмовляється розлучитись із своєю книгою, а пізніше залишає йому послання з пропозицією зустрітися. Трохи згодом Роб дізнається, що старий — голова терористичної організації, та за його затримку призначено величезну винагороду. Роб вирішує проникнути у лігво Бергмана та здати його. Під час першого візиту йому не вдається нічого розгледіти, проте Бергман та його спільники — члени «Книжкової гільдії» — інформують Роба, що корпорація не переводить книжки в загальний доступ, а здійснює цензуру та знищує професії, що пов'язані зі створенням знання.
У місті відбувається вибух електронної бомби. Застрягши у потязі, Роб знайомиться з дівчиною, яку звати Фанні. Під час наступного візиту до «Книжкової гільдії» Роб дізнається, що Фанні теж до неї входить. Там же він зустрічає свою університетську викладачку, яка зникла за деякий час до того. Роб умовляє Фанні залишити підпільну організацію, але та, образившись, пориває з ним. Всі ці події, змушують Роба замислитись, на чию сторону йому варто стати — тих небагатьох людей, котрим він може довіряти, або залишитись в світі цифрового зомбування.
Найкращий друг Роба, Джоджо, зустрічається з дівчиною, яку звати Меллі, яка проживає в іншому ізольованому мегаполісі. Не зважаючи на високу сумісність їхніх профілів, після декількох років віртуальних стосунків вони розлучаються, та Меллі викладає в мережу відеозапис своєї зустрічі з іншим чоловіком. Вона визнає, що винен збій системи (запис було створено ще до знайомства з Джоджо), але вже запізно — Джоджо вчиняє самогубство, прийнявши надмірно велику дозу напівлегального наркотику. В день поховання Роб дізнається з новин, що на Джоджо покладено відповідальність за теракт, а його самого звинувачують в причетності до нелегальної організації, та що на нього самого відкрито полювання. Залишивши місто за допомогою Арне, він опиняється в групі книжників, які переховуються, та вирішує написати про свій досвід роман — так з'являється книга «Сканери».

## Цікаві факти
В романі міститься низка посилань до класичних антиутопій Олдоса Гакслі, Рея Бредбері та Джорджа Орвелла. Так, ім'я головного героя — Роберт М. Зоннтаґ — є алюзією на Гая Монтега, головного героя культового роману Бредбері «451° за Фаренгейтом». (Німецькою «Montag» значить «понеділок», «Sonntag» — «неділя». Ініціал «М.» — скорочення від ім'я самого автора, Мартіна Шойбле.) Якщо у Бредбері головний герой працює пожежником, займаючись спаленням книг, що виявлені в квартирах, то у Шойбле Зоннтаґ здає викуплені книги на оцифрування та знищення роботодавцю — але обидва на свій лад переконані, що діють на благо людства. Як і його літературний прототип, Роберт Зоннтаґ врешті-решт приєднується до підпільного угрупування, що присвятило себе порятунку залишків літературної спадщини.
За аналогією до «451° за Фаренгейтом», основним способом приємного проведення часу в «Сканерах» є інтерактивне телебачення. В романі воно синхронізовано з окулярами з цифровою проєкцією, що нагадують Google Glass. За допомогою цих окулярів здійснюється не лише комунікація між мешканцями мегаполіса, але і постійне стеження за ними, про що вони й не здогадуються (мотив «старшого брата» запозичено у Орвелла). Також з роману «1984» запозичено протиставлення новомови та старомови, яке має остаточно вирішитись на користь спрощеної мови тоталітарного режиму до 2050 року (до цієї ж позначки поступово наближається й дія «Сканерів»). У Шойбле літературна мова відмирає та називається «старомова».
З антиутопією Гакслі роман споріднює зловживання «нешкідливим» розважальним наркотиком. В «Сканерах» його вживання напряму не призводить до передчасного летального кінця, проте передозування здатне призвести до смерті, та не виключається, що речовина використовується в домах для людей похилого віку саме з цією метою. Систему напівзакритих, «професійно визначених заздалегідь» зон проживання можна розглядати як аналог класової системи в «Прекрасному новому світі».
В завершальній частині роману, в якій Зоннтаґ проникає до штаб-квартири «Гільдії», Арне проводить його до підпільної бібліотеки, де показує ці та інші твори, в тому числі «Ми» Євгена Замятіна та антиутопію Гарі Штейнгарта.
Рік народження головного героя — 2010 — Мартін Шойбле обрав за роком народження свого старшого сина.

## Переклади та видання українською мовою
- Роберт М. Зоннтаґ. Сканери // пер. з нім. Л.-П. Стринадюк. —  Івано-Франківськ: Discursus, 2018. — 192 с.

## Нагороди та премії
- 2013 — книга «Сканери» ввійшла до числа 7 найкращих творів для молодих читачів за версією програми «Deutschlandfunk»[5].
- 2013 — премія Економічного клубу Літературного дому Штутгарту за книгу «Сканери»[6].
- 2014 — книга «Сканери» в російському перекладі ввійшла до каталогу «100 найкращих нових книг для дітей та підлітків», підготований Центральною міською дитячою бібліотекою імені А.П. Гайдара[7].
- 2014 — книга «Сканери» в російському перекладі нагороджена знаком «Подобається дітям Ленінградської області»[8].